# Нуцал-Ага ибн Аслан
Нуца́л Ага́-хан — правитель Кази-Кумуха, старший сын Аслан-хана. Его власть оспаривали другие владетели Кази-Кумуха.

## Правление
В 1836 году правителем Гази-Кумуха был избран Нуцал Ага-бек, старший сын Аслан-хана. Нуцал Ага-хан приехал на похороны отца законным ханом, назначенным русским царем. В Кюринском ханстве правил Гарун-бек, сын Тагир-бека, брат Аслан-хана.
Русский генерал, участник Кавказской войны Александр Комаров писал: «По смерти Аслан-хана, командир отдельного кавказского корпуса и главноуправляющий гражданскою частью, генерал-адъютант барон Розен назначил ханом казикумухским и кюринским и управляющим Авариею майора Нуцал-Агу, предоставив ему все те права, которыми пользовался отец его; при этом он произведен в полковники. Для управления Аварией Нуцал-хан послал в Хунзак, вместо Гаджи-Ягья, брата своего Магомед-Мирзу; этим и ограничилась вся его деятельность, как правителя. 20-го августа 1838 года он умер, после краткой болезни».